# Pinotepa de Don Luis
Pinotepa de Don Luis är en kommunhuvudort i Mexiko.   Den ligger i kommunen Pinotepa de Don Luis och delstaten Oaxaca, i den sydöstra delen av landet, 400 km söder om huvudstaden Mexico City. Pinotepa de Don Luis ligger 424 meter över havet och antalet invånare är 5 527.
Terrängen runt Pinotepa de Don Luis är lite kuperad. Runt Pinotepa de Don Luis är det ganska tätbefolkat, med 83 invånare per kvadratkilometer. Närmaste större samhälle är Santiago Pinotepa Nacional, 12,6 km sydväst om Pinotepa de Don Luis. Omgivningarna runt Pinotepa de Don Luis är en mosaik av jordbruksmark och naturlig växtlighet.